# انجمن علمی بریتانیا
انجمن علمی بریتانیا (انگلیسی: British Science Association)، یک سازمان خیریه و انجمن علمی است که در سال ۱۸۳۱ برای کمک به ترویج و توسعه علم تأسیس شد. تا سال ۲۰۰۹ به عنوان انجمن بریتانیایی برای پیشرفت علم (BA) شناخته می‌شد.